# Dactyloceras ostentator
Dactyloceras ostentator är en fjärilsart som beskrevs av Adalbert Seitz 1927. Dactyloceras ostentator ingår i släktet Dactyloceras och familjen Brahmaeidae. Inga underarter finns listade i Catalogue of Life.